# Dekanat Zagorje
Dekanat Zagorje – jeden z 17 dekanatów rzymskokatolickich wchodzących w skład archidiakonatu Gorenjske in Zasavje archidiecezji lublańskiej w Słowenii.
Według danych na rok 2015, w jego skład wchodzi 12 parafii.

## Lista parafii
Źródło:
| Lp. | Miejscowość        | Parafia                                              | Proboszcz                                               | Kościół                                                        | Grafika |
| --- | ------------------ | ---------------------------------------------------- | ------------------------------------------------------- | -------------------------------------------------------------- | ------- |
| 1   | Čemšenik           | Parafia Wniebowzięcia Najświętszej Maryi Panny       | Drago Markuš                                            | Kościół Wniebowzięcia Najświętszej Maryi Panny w Čemšenik      |         |
| 2   | Dobovec            | Parafia św. Anny                                     | nadzorowana przez proboszcza parafii Šentjurij – Podkum | Kościół św. Anny w Dobovec                                     |         |
| 3   | Izlake             | Parafia św. Jerzego, męczennika                      | Janez Miklič                                            | Kościół św. Jerzego w Izlake                                   |         |
| 4   | Kisovec            | Parafia Niepokalanego Serca Najświętszej Maryi Panny | Janez Mrak                                              | Kościół Niepokalanego Serca Najświętszej Maryi Panny w Kisovec |         |
| 5   | Kolovrat           | Parafia św. Wawrzyńca, diakona i męczennika          | Anton Humar                                             | Kościół św. Wawrzyńca w Kolovrat                               |         |
| 6   | Radeče             | Parafia św. Piotra Apostoła                          | Miroslav Bergelj                                        | Kościół św. Piotra Apostoła w Radeče                           |         |
| 7   | Sveta Planina      | Parafia Najświętszego Imienia Maryi                  | nadzorowana przez proboszcza parafii Zagorje ob Savi    | Kościół Najświętszego Imienia Maryi w Sveta Planina            |         |
| 8   | Svibno             | Parafia Świętego Krzyża                              | Janez Jasenc                                            | Kościół Świętego Krzyża w Svibno                               |         |
| 9   | Šentgotard         | Parafia św. Gotarda, biskupa                         | nadzorowana przez proboszcza parafii Čemšenik           | Kościół św. Gotarda w Šentgotard                               |         |
| 10  | Šentjurij – Podkum | Parafia św. Jerzego, męczennika                      | Peter Bregar                                            | Kościół św. Jerzego w Šentjurij – Podkum                       |         |
| 11  | Šentlambert        | Parafia św. Lamberta, opata                          | nadzorowana przez proboszcza parafii Kisovec            | Kościół św. Lamberta w Šentlambert                             |         |
| 12  | Zagorje ob Savi    | Parafia Świętych Apostołów Piotra i Pawła            | Maksimiljan Jani Tušak                                  | Kościół Świętych Apostołów Piotra i Pawła w Zagorje ob Savi    |         |